# SAVCO
SAVCO, gebräuchlicher Name für Servicios Aéreos Virgen de Copacabana, war eine bolivianische Fluggesellschaft mit Sitz in Cochabamba.

## Geschichte
Servicios Aéreos Virgen de Copacabana, üblicherweise abgekürzt als SAVCO und in dieser Form auch auf den Flugzeugen ausgeschrieben, wurde 1970 gegründet. Der Flugbetrieb wurde im Folgejahr (1971) mit zwei gebrauchten Douglas DC-6 der American Airlines aufgenommen, zunächst vom Flughafen Santa Cruz-El Trompillo. Bald wurde der Firmensitz zum Flughafen Cochabamba verlegt. Die zu Frachtern umgebauten Maschinen wurden hauptsächlich zum Transport von Fleisch aus dem landwirtschaftlich geprägten Tiefland in die hoch gelegenen Großstädte wie La Paz und Cochabamba eingesetzt. Es war die erste Nutzung dieser verhältnismäßig großen Verkehrsflugzeuge zum Fleischtransport. Manche Flüge hatten auch Zielorte in Chile.
Im Laufe der Jahre kamen 4 Douglas DC-3 zur Flotte hinzu. Die erste der DC-3 verließ die Flotte 1979, die zweite in den 1980er-Jahren. Eine wurde im Dezember 1990 am Boden zerstört, die letzte blieb bis zur Betriebseinstellung erhalten.
Das Rückgrat der Flotte bildeten insgesamt 6 Curtiss C-46 Commando. Die erste wurde im November 1971 in die Flotte aufgenommen. Von diesen gingen zwischen 1972 und 1975 drei durch Totalschaden verloren (siehe auch unten bei „Zwischenfälle“).
Im Jahr 2001 stellte SAVCO den Betrieb ein.

## Flotte

### Flotte bei Betriebseinstellung
- 1 × Douglas DC-3

### Zuvor eingesetzte Flugzeuge
- Curtiss C-46 Commando
- Douglas DC-6

## Zwischenfälle
Von 1970 bis zur Betriebseinstellung 2001 kam es bei SAVCO zu fünf Totalschäden von Flugzeugen. Bei allen fünf kamen Menschen ums Leben, insgesamt 18. Vollständige Liste:
- Am 17. Juni 1971 wurde eine Douglas DC-6 der SAVCO (Luftfahrzeugkennzeichen CP-926) etwa 14 Kilometer nordöstlich von Putre (Chile) in einer Höhe von 18.000 Fuß (rund 5.500 Meter) in die Vulkankette Nevados de Putre geflogen. Die Maschine befand sich auf einem Flug nach Sichtflugregeln vom Flughafen Santa Cruz (Bolivien) nach Arica (Chile). Die Piloten flogen jedoch in Instrumentenflugbedingungen, waren bereits am Zielort vorbeigeflogen und befanden sich 95 Kilometer abseits der geplanten Strecke. Durch diesem CFIT (Controlled flight into terrain) wurden alle 6 Insassen getötet, die 4 Besatzungsmitglieder und die beiden Passagiere.[8]

- Am 7. September 1972 fiel bei einer Curtiss C-46A-40-CU Commando der SAVCO (CP-959) während des Startvorgangs vom Flughafen Trinidad (Bolivien) in 20 Metern Höhe das Triebwerk Nr. 1 (links) aus. Das Flugzeug verlor an Höhe, setzte wieder auf und raste durch kleinere Bäume und einen Zaun. Das rechte Hauptfahrwerk brach zusammen, woraufhin der Rumpfbug auf dem Boden aufschlug. Die Maschine wurde irreparabel beschädigt. Einer der beiden Piloten kam ums Leben, der andere sowie die 6 Passagiere überlebten den Unfall.[9]

- Am 22. Februar 1974 stürzte eine Curtiss C-46A-45-CU Commando der SAVCO (CP-1052) 8 Kilometer südwestlich von San Francisco de Moxos (Bolivien) ab. In schwerer Turbulenz rissen Seile, welche die Fracht sichern sollten. Die Verschiebung der Fracht führte dazu, dass der Schwerpunkt außerhalb der zulässigen Grenzen geriet und das Flugzeug unkontrollierbar wurde. Die Maschine war auf dem Weg vom Flughafen Trinidad zum Flughafen Oruro. Alle 7 Insassen, 3 Besatzungsmitglieder und 4 Passagiere, kamen ums Leben.[10]

- Am 24. April 1975 wurde eine Curtiss C-46D-10-CU Commando der SAVCO (CP-1063) in 4350 Metern Höhe in den Berg Machu Sayari geflogen. Die Maschine befand sich im Sinkflug zum Flughafen Cochabamba (Bolivien). Das Flugzeug war auf einem Flug nach Sichtflugregeln, die Piloten flogen jedoch in Instrumentenflugbedingungen, also in Wolken. Durch diesen CFIT (Controlled flight into terrain) wurden alle 3 Besatzungsmitglieder getötet, die einzigen Insassen.[11]

- Am 8. Dezember 1990 kollidierte eine Douglas DC-3/C-47D der SAVCO (Servicios Aereos Virgen de Copacabana) (CP-1668) während der Triebwerksüberprüfung vor dem Start auf dem Flughafen Cochabamba (Bolivien) mit einem Gebäude. Dabei zerlegte sich der linke Propeller; Teile davon trafen den Kapitän, der dadurch ums Leben kam.[12]